# Vieux-Pont-en-Auge
Vieux-Pont-en-Auge est une ancienne commune française, située dans le département du Calvados en région Normandie, devenue le 1er janvier 2017 une commune déléguée au sein de la commune nouvelle de Saint-Pierre-en-Auge.
Vieux-Pont-en-Auge est peuplée de 268 habitants.

## Géographie
La commune est en pays d'Auge. Son bourg est à 7,5 km au nord-est de Saint-Pierre-sur-Dives, à 11 km au nord-ouest de Livarot et à 20 km au sud-ouest de Lisieux.
| Le Mesnil-Mauger               | Les Authieux-Papion | Saint-Julien-le-Faucon, Coupesarte |
| Bretteville-sur-Dives          | Vieux-Pont-en-Auge  | Castillon-en-Auge                  |
| Bretteville-sur-Dives, Boissey | Boissey             | Castillon-en-Auge                  |

## Hydrographie
La rivière l'Oudon, la rivière la Viette, le ruisseau au Bec et le ruisseau de la Garenne sont les quatre cours d'eau traversant le territoire de la commune de Vieux-Pont-en-Auge.

## Toponymie
Le nom de la localité est attasté sous les formes Viez-Pont en 1155, Vetus Pons en 1180 (magni rotuli, p. 7, 2), Viepont en 1579 (magni rotuli, p. 47, 3), Vielpont en 1730 (temp. de Lisieux), Vieux Pont en 1793, Vieux-Pont en 1801, Vieux-Pont-en-Auge en 1999.
Le pays d’Auge est une région naturelle et traditionnelle de Normandie.

## Histoire
Avant le décret du 21 décembre 1999, la commune s'appelait Vieux-Pont.
Le 1er janvier 2017, Hiéville intègre avec douze autres communes la commune de Saint-Pierre-en-Auge créée sous le régime juridique des communes nouvelles instauré par la loi no 2010-1563 du 16 décembre 2010 de réforme des collectivités territoriales. Les communes de Boissey, Bretteville-sur-Dives, Hiéville, Mittois, Montviette, L'Oudon, Ouville-la-Bien-Tournée, Sainte-Marguerite-de-Viette, Saint-Georges-en-Auge, Saint-Pierre-sur-Dives, Thiéville, Vaudeloges et Vieux-Pont-en-Auge deviennent des communes déléguées et Saint-Pierre-sur-Dives est le chef-lieu de la commune nouvelle.

## Politique et administration

### Liste des maires
| Période                                  | Période       | Identité          | Étiquette | Qualité                                                                                                |
| ---------------------------------------- | ------------- | ----------------- | --------- | --- |
| Les données manquantes sont à compléter. |               |                   |           | |
| ca. 1929                                 | ?             | M. Pichard        |           | |
| ca. 1945                                 | ?             | Eugène Courteille |           | |
| ca. 1960                                 | ?             | M. Blouet         |           | |
| ?                                        | mars 1971     | Michel Fernagut   |           | |
| mars 1971                                | mars 1989     | Juliette Foucaud  |           | Institutrice retraitée Officier des Palmes académiques (1981), chevalier de la Légion d'honneur (1999) |
| mars 1989                                | décembre 2016 | Pierre Radé       | SE        | Agriculteur retraité Président du Sivu de la Viette                                                    |

Le conseil municipal est composé de onze membres dont le maire et deux adjoints.

### Liste des maires délégués
| Période       | Période                   | Identité       | Étiquette | Qualité                                |
| ------------- | ------------------------- | -------------- | --------- | -------------------------------------- |
| janvier 2017  | décembre 2017 (démission) | Pierre Radé    | SE        | Agriculteur                            |
| décembre 2017 | juillet 2020              | Catherine Sady | SE        | Formatrice agricole Fille du précédent |
| juillet 2020  | En cours                  | Gilles Lemarié | SE        | Agriculteur                            |

## Démographie
L'évolution du nombre d'habitants est connue à travers les recensements de la population effectués dans la commune depuis 1793. À partir du 1er janvier 2009, les populations légales des communes sont publiées annuellement dans le cadre d'un recensement qui repose désormais sur une collecte d'information annuelle, concernant successivement tous les territoires communaux au cours d'une période de cinq ans. 
Pour les communes de moins de 10 000 habitants, une enquête de recensement portant sur toute la population est réalisée tous les cinq ans, les populations légales des années intermédiaires étant quant à elles estimées par interpolation ou extrapolation. Pour la commune, le premier recensement exhaustif entrant dans le cadre du nouveau dispositif a été réalisé en 2008,.
En 2021, la commune comptait 268 habitants, en évolution de −9,76 % par rapport à 2015 (Calvados : +1,58 %, France hors Mayotte : +2,49 %).
Vieux-Pont a compté jusqu'à 546 habitants en 1806.
| 1793 | 1800 | 1806 | 1821 | 1831 | 1836 | 1841 | 1846 | 1851 |
| ---- | ---- | ---- | ---- | ---- | ---- | ---- | ---- | ---- |
| 485  | 544  | 546  | 500  | 494  | 512  | 506  | 510  | 485  |

| 1856 | 1861 | 1866 | 1872 | 1876 | 1881 | 1886 | 1891 | 1896 |
| ---- | ---- | ---- | ---- | ---- | ---- | ---- | ---- | ---- |
| 408  | 421  | 430  | 391  | 403  | 377  | 406  | 413  | 380  |

| 1901 | 1906 | 1911 | 1921 | 1926 | 1931 | 1936 | 1946 | 1954 |
| ---- | ---- | ---- | ---- | ---- | ---- | ---- | ---- | ---- |
| 385  | 395  | 364  | 352  | 382  | 340  | 372  | 384  | 345  |

| 1962 | 1968 | 1975 | 1982 | 1990 | 1999 | 2008 | 2013 | 2018 |
| ---- | ---- | ---- | ---- | ---- | ---- | ---- | ---- | ---- |
| 310  | 280  | 219  | 210  | 220  | 275  | 297  | 302  | 277  |

| 2019 | - | - | - | - | - | - | - | - |
| ---- | - | - | - | - | - | - | - | - |
| 270  | - | - | - | - | - | - | - | - |

## Lieux et monuments
- L'église Saint-Aubin du XIe[12] ou XIIe siècle[13] classée au titre des monuments historiques par liste de 1862[13]. Elle présente un exemple de maçonnerie en petit appareil avec chaînes de briques en usage sous la domination romaine[12].
- Le manoir du Lieu-Rocher du XVIIe siècle, partiellement inscrit au titre des monuments historiques par arrêté du 29 septembre 2004[14].
- Vestiges d'une motte féodale, dans le bois, au nord-est de l'église, dominant la vallée de la Viette[15].